# 鲍里斯·伊万纽任科夫
鲍里斯·维克托罗维奇·伊万纽任科夫（羅馬化：Boris Viktorovich Ivanyuzhenkov；1966年2月25日—）是俄罗斯政治人物，第六届、第七届和第八届国家杜马代表。
15岁时，伊万纽任科夫开始从事古典式摔跤运动，并成为大师，多次获胜以及国际和俄罗斯锦标赛的冠军。1984年至1986年，他在苏联武装力量服役。1996年当选为俄罗斯摔跤联合会副主席。同年，他成为俄罗斯奥委会委员。1997年至1999年，他任第二届莫斯科州杜马代表。1999年6月24日，他卸任后出任体育部长。2006年至2021年，他担任俄罗斯残奥委员会副主席。由于世界反兴奋剂机构禁止俄罗斯政府官员在体育联合会中担任领导职务，他于2021年3月离职。2011年当选第六届国家杜马代表。2016年，伊万纽任科夫参加第七届国家杜马选举但未当选。但在2020年，他接任米哈伊尔·阿夫杰耶夫的空缺职位成为第七届国家杜马议员。2021年，他连任第八届国家杜马议员。
据《内幕人士》报道，1990年代，伊万纽任科夫是俄罗斯最大的有组织犯罪集团之一“波多利斯克犯罪集团”的成员，并以“Rotan”的名字出现在旧的犯罪编年史中。
根据官方记录在第七届国家杜马任职期间他参加了所有会议，但一言未发。

## 制裁
伊万纽任科夫于2022年因俄乌战争而受到英国政府制裁。

## 荣誉
- 祖国功勋勋章